# Göran Millqvist
Göran Millqvist född 1952, är en svensk professor i civilrätt vid Stockholms universitet. Han har skrivit böcker om bland annat sakrätt och insolvensrätt.